# Cryptopylos
Cryptopylos là một chi thực vật có hoa trong họ Họ Lan.